# Гифу (зонт)
Японский традиционный зонт Гифу (яп. 岐阜和傘 Гифу вагаса) — традиционный вид ремесла по изготовлению традиционных бумажных зонтов в городе Гифу одноимённой префектуры региона Тюбу Японии.

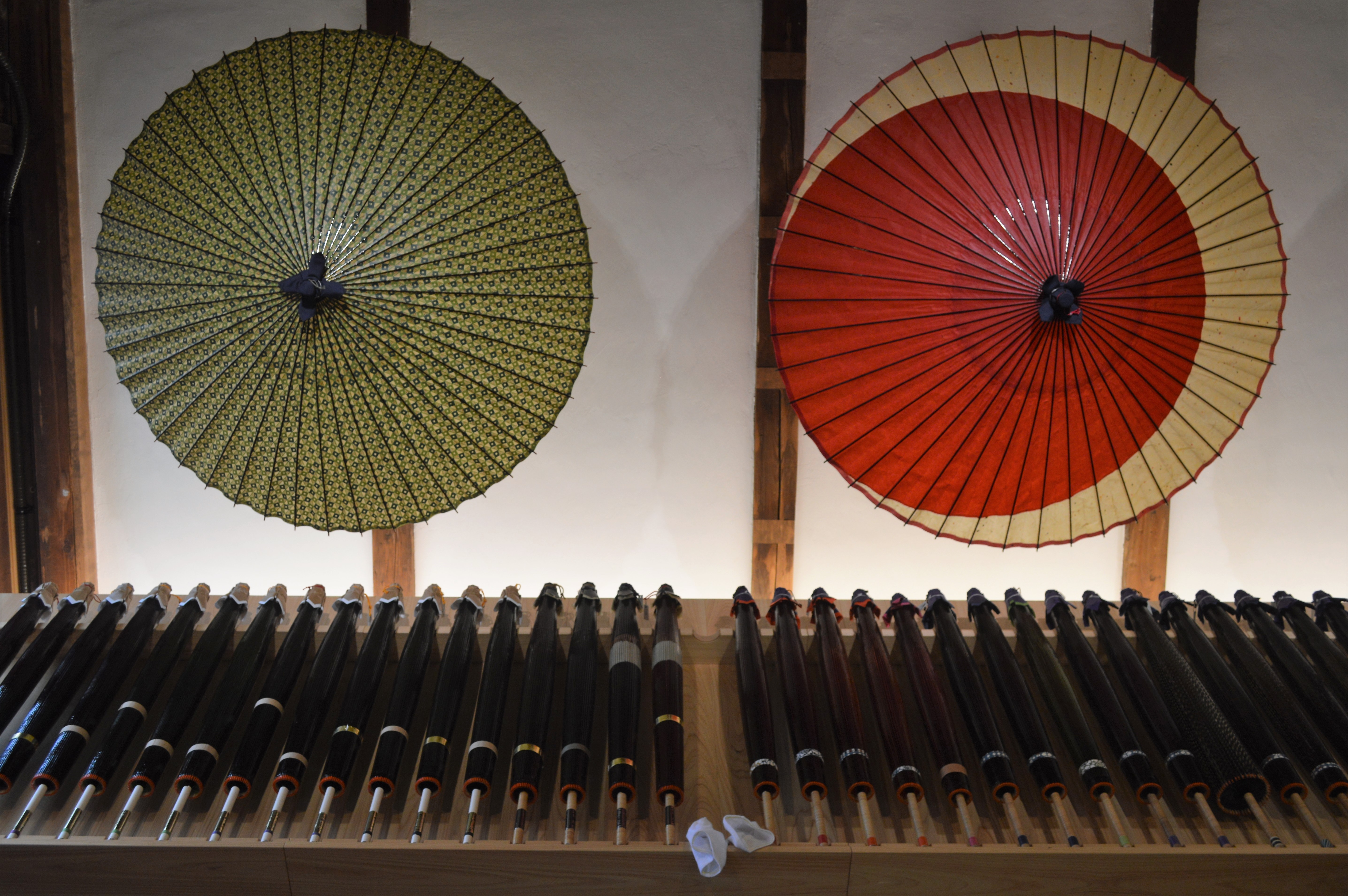
Зонты Гифу

30 марта 1992 года (4 год Хэйсэй) был признан местным ремеслом префектуры Гифу (яп. 岐阜県郷土工芸品); 24 апреля 2015 года (27 год Хэйсэй) он стал компонентом Японского наследия в составе объекта «Гифу, город воинственных замков, где живёт гостеприимство Ода Нобунаги». 18 марта 2022 года (4 год Рэйва) Министерство экономики, торговли и промышленности Японии определило его как традиционный промысел (яп. 伝統工芸品).

## История
Точное время изобретения зонтов неизвестно, но первые бумажные зонты появились в Китае. Именно оттуда они пришли во многие азиатские страны, в том числе и в Японию. В те времена они были больше похожи на навесы: их нельзя было раскрывать и закрывать и под ними укрывались от Солнца и, по поверьям, от злых духов. В «Нихон сёки» говорится, что зонт приподнёс императору Кэйтай посланник из корейского государства Пэкче в 522 году.
В период Хэйан (794—1185 гг.) зонтами пользовалась придворная аристократия. Лишь в период Адзути-Момояма (1573—1603 гг.) бумагу васи начали пропитывать маслом, чтобы защищать от дождя. Кроме того, тогда же появились складные зонты, которые, впрочем, обрели свою популярность только позже, в период Эдо (1603—1868 гг).
Зарождение искусства изготовления зонтов в Гифу началось после того, как в 1639 году (16 год эры Канъэй) самурайский род Мацудайра стал правящим в княжества Кано и его глава Мацудайра Танбамори Мицусигэ привёз с собой в Гифу ремесленников из своего бывшего княжества Акаси (современная префектура Хёго). К 1756 году конструкция зонтов стала более совершенной, и впервые появились современные формы и дизайн.
Во время правления Нагаи Ига-но Мори Нао Чен, владыки княжества Кано (1756 — 1762 (6 −12 годы Хорэки)), из-за финансовых трудностей, вызванных уменьшением урожайности риса (с 70 000 коку при правлении Мацудайры Танбамори Мицусигэ до 32 000 коку) и постоянными наводнениями, клан начал поощрять самураев низшего ранга открывать и держать мастерские по изготовлению зонтов в качестве внутренней работы и поставлять большие партии в Эдо и другие города страны через оптовых торговцев как особый продукт домена. В конце периода Эдо ежегодно на север в Эдо отправлялось около 520 000 зонтов. К началу эры Мэйдзи производство увеличивалось до 12 миллионов зонтиков в год, и впервые начались широкомасштабные международные продажи, а доля традиционных зонтов на национальном рынке оставалась в пределах 20-40 %.
Производство продолжало увеличиваться до своего пика в 1950 году (25 год эры Сёва), когда ежегодно производилось 15 миллионов штук, но современное производство сократилось всего до десятков тысяч единиц. Вскоре после этого спрос резко снизился, так как спрос переключился на модели западного образца. Сегодня они используются в основном для таких мероприятий, как традиционный театр кабуки, Нихон-буё; в качестве компонента японского костюма и украшения на национальных фестивалях. Иногда зонты заказывают для церемоний и значимых семейных праздников, реже в качестве элемента для фотосессий.
В сложных условиях, таких как снижение спроса на фоне общего застоя в экономике, старение мастеров при усугублении демографического кризиса и нехватка сырья, выживание производства в некоторых местах находится под угрозой, но молодые мастера продолжают создавать новые модели, которые завоевывают хорошую репутацию и за пределами Японии. Гифу остался единственным местом, которое может поставлять такие детали, как древесина и гончарный круг, и эти детали отправляются после того, как их переналаживают. Многие знаменитые центры по производству зонтов по всей Японии не смогли бы продолжать работу без поддержки Гифу в виде поставок материалов и комплектующих.

## Изготовление
Зонты Гифу изготавливаются из прочной традиционной бумаги — васи. В процессе производства используется ряд натуральных материалов, и существует ограниченное число мастеров, обладающих навыками изготовления зонтиков. Среди традиционных ремёсел Японии зонты Гифу особенно сложны в изготовлении: от начала и до конца работы над ними проходит более 100 этапов труда специализированных мастеров. Из-за всех навыков, необходимых для изготовления зонтиков, одному человеку было бы сложно сделать зонтик, пройдя все этапы.
Спицы изготавливаются из бамбука мадаке (), который расщепляется и рвётся очень тонко вдоль волокон. Бамбук помечается по диагонали, чтобы можно было определить порядок работы, а после завершения весь зонтик снова делается таким же тонким и аккуратно выровненным, как исходный бамбук.
Сверху находится родительская кость, которая открывает и очищает бумагу, и маленькая кость (шоханэ), которая поддерживает ручку и родительскую кость. В средней части основной кости и на раздвоенном конце маленькой кости просверливаются небольшие отверстия, после чего основная кость вставляется между маленькими костями и соединяется через отверстия хлопковой нитью.
Ручка изготавливается из дерева или бамбука. В голову и руку (малую кость) вертикально вставляются два гончарных круга (рокуро, сделанные из чиши (эгоноки)).
В колесе просверливают щель и горизонтальное отверстие, а кость снова соединяют с колесом ниткой. Когда бумага растягивается, основная кость раскрывается на 180 градусов, но для диагонального раскрытия к ней прикрепляют одну или две хаджики, которые служат ограничителями.
В прошлом использовались большие объёмы прочной бумаги мино, такой как бумага Морисита (сейчас изготавливается в городе Ямагата одноимённой префектуры), изготовленная из прочной древесины шелковицы, но по мере снижения спроса на бумагу мино и сёдзи сокращались и районы производства мино. Сегодня её также поставляют из районов производства васи в разных префектура страны. Спицы выравниваются через равные промежутки с помощью карнизной бумаги, а бумага, вырезанная в форме веера, поочередно наклеивается и натягивается.
Отделка состоит из фальцовки, покрытия маслом, лакировки, нанесения декоративных нитей, обёртывания ротангом, головная бумага и проверка продукции.

## Виды зонтов
- Нодатэ-вагаса (яп. 野点傘) — зонт для традиционной чайной церемонии, проводимой на открытом воздухе.
- Бангаса-вагаса (яп. 番傘) — традиционный мужской зонт, ранее использовавшийся состоятельными сословиями общества.
- Дзяноме-вагаса (яп. 蛇の目傘 зонт «змеиный глаз») — зонт с характерным узором в виде змеиного глаза в центре купола. Он был изобретён примерно в конце XVII века и стал широко популярен из-за использования в кабуки. В настоящее время производится только в городе Сюнан префектуры Ямагути.
- Маигаса (яп. 舞踏傘) — зонт со сложными узорами для традиционных народных танцев. Их часто изготовляют из шёлка, и у них обычно простой дизайн, который не отвлекает внимание от красоты кимоно. Их также часто используют как предмет интерьера, в качестве подарка или на свадьбах.

## Интересные факты
В 1963 году (38 год эры Сёва) по заказу американской компании был изготовлен гигантский зонт диаметром купола 5,7 м. На момент изготовления он считался самым большим в Японии, но позже его превзошли экземпляры зонтов Адзима (яп. 阿島傘) из префектуры Нагано и зонтов Накацу-вагаса (яп. の中津和傘) из префектуры Оита. После реставрации он по-прежнему выставлен в Музее истории города Гифу.
В январе 2019 года (1-го года эры Рейва) в качестве подарка от японских зрителей Эмили Блант, исполнительнице главной роли в фильме «Мэри Поппинс возвращается», из трёх разных видов бумаги был изготовлен зонт с изображением цветов сакуры, что стало горячей темой в японском сегменте социальных сетей.

## Галерея

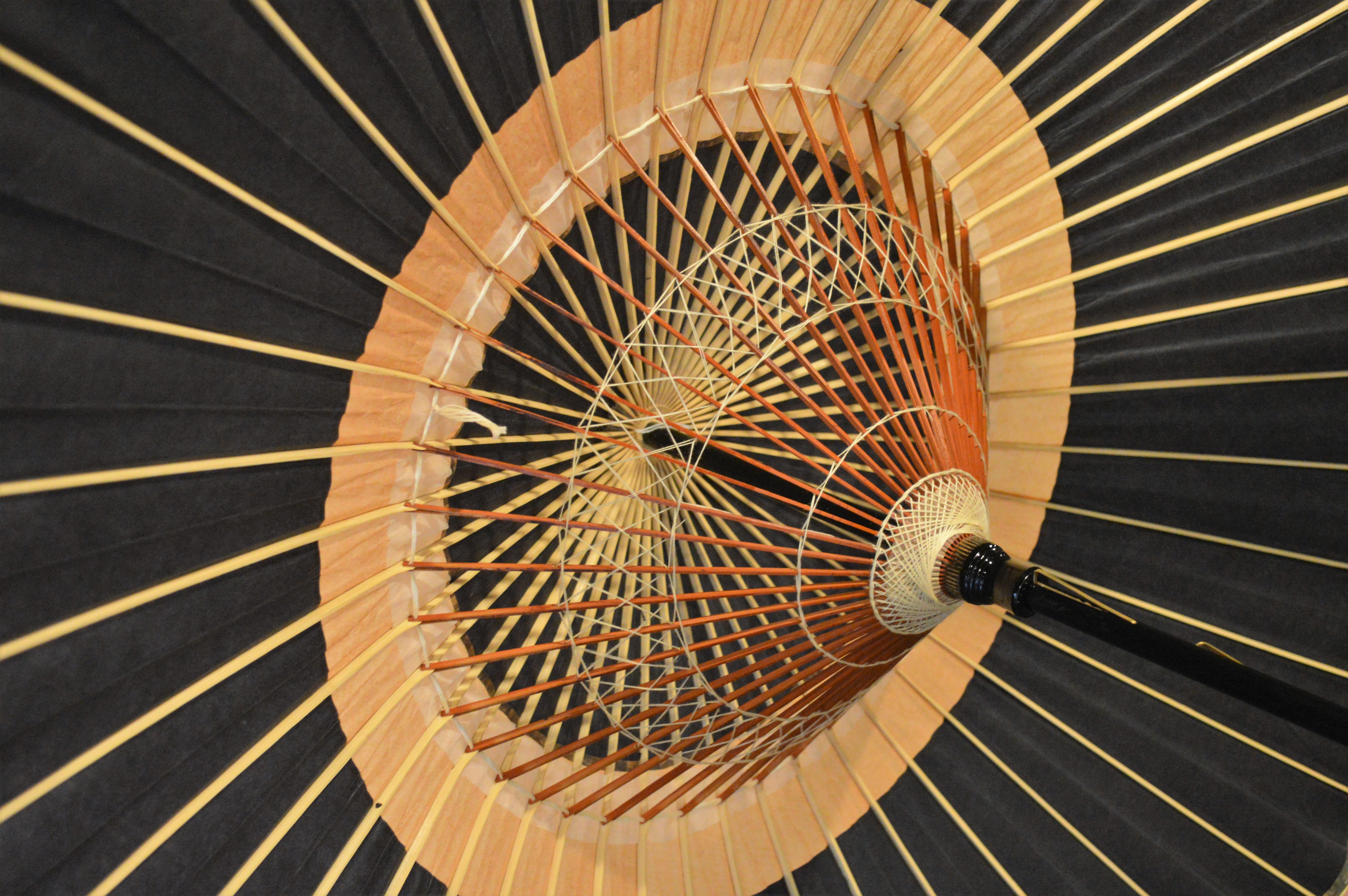
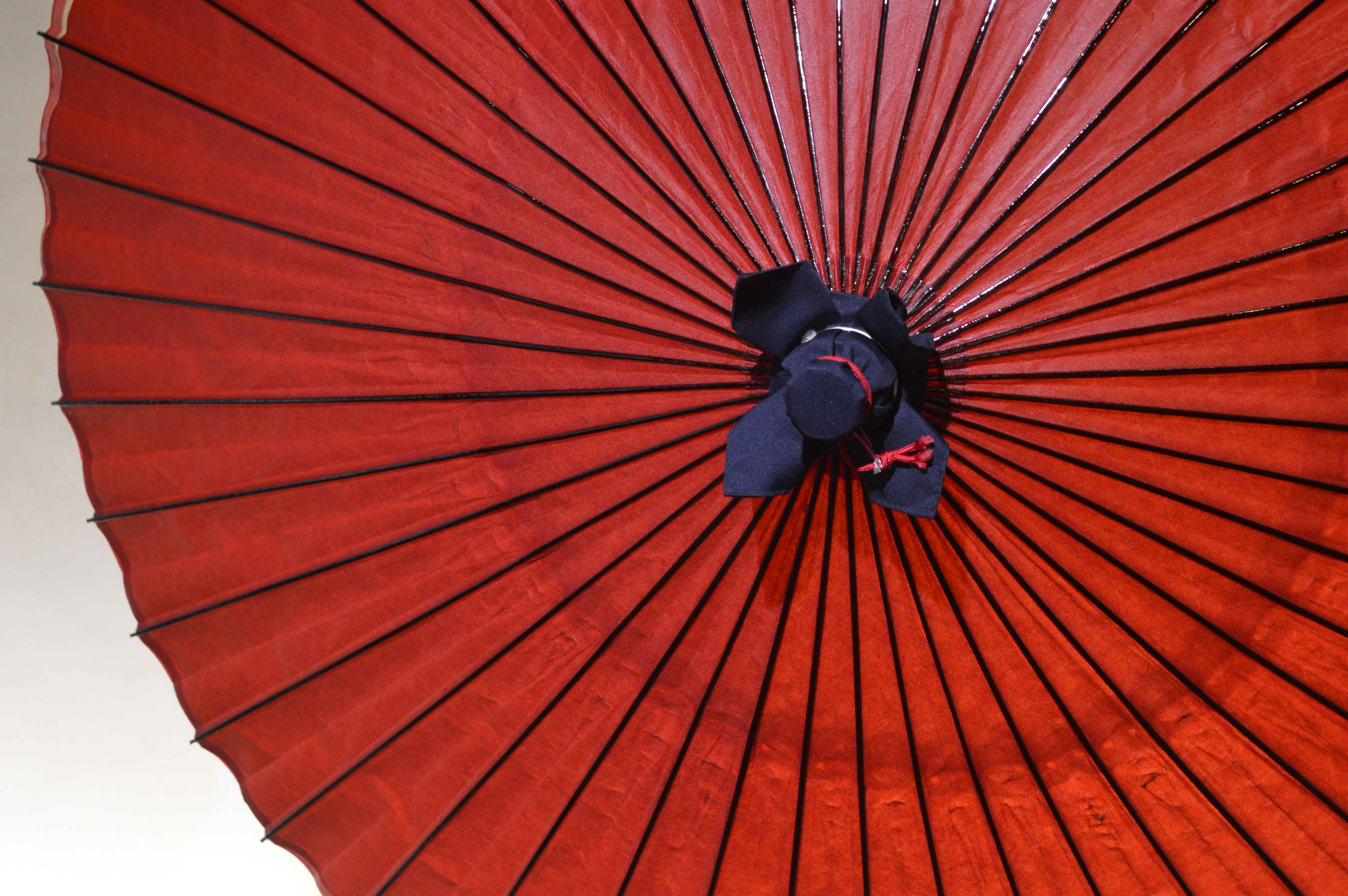
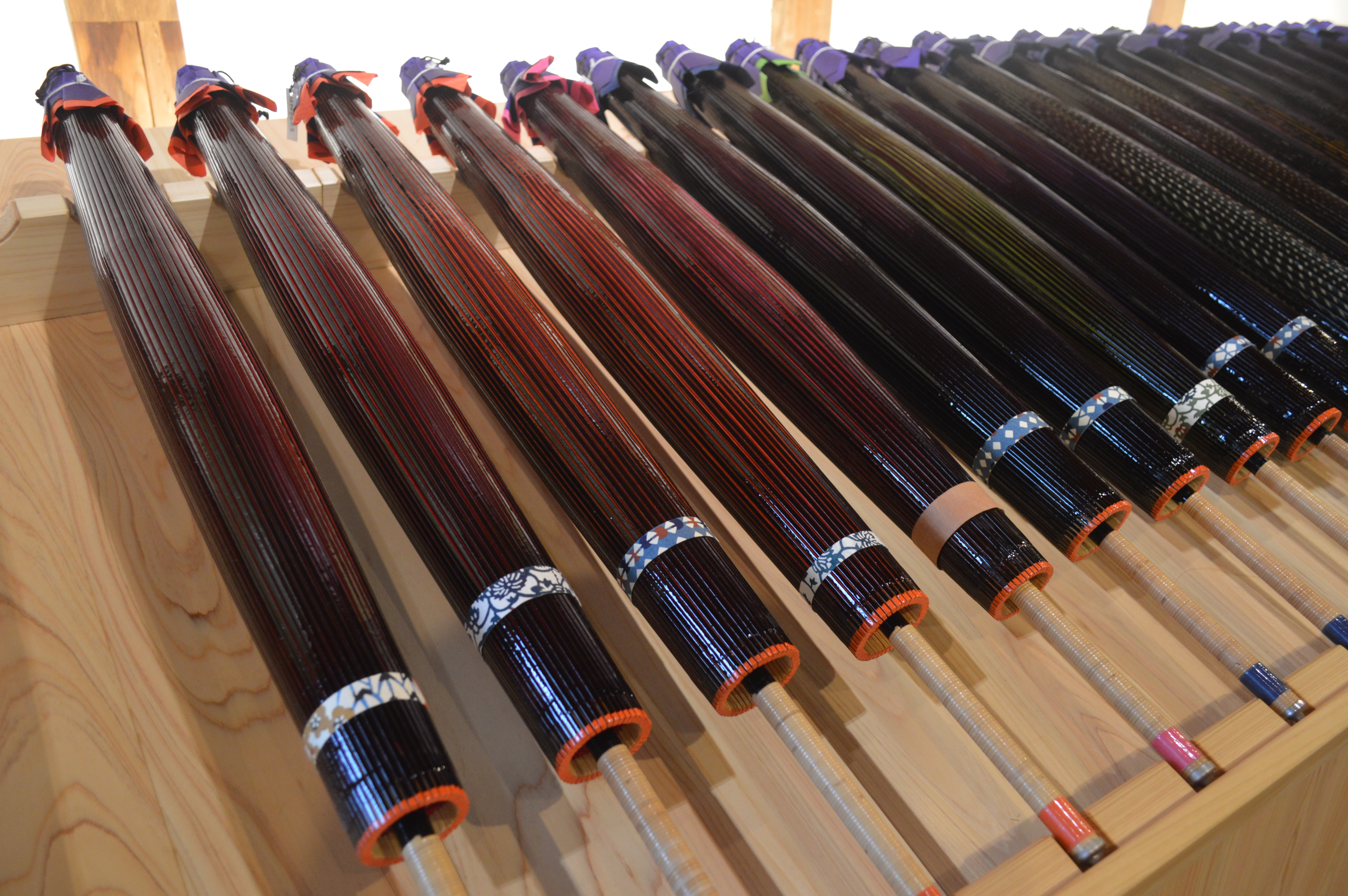
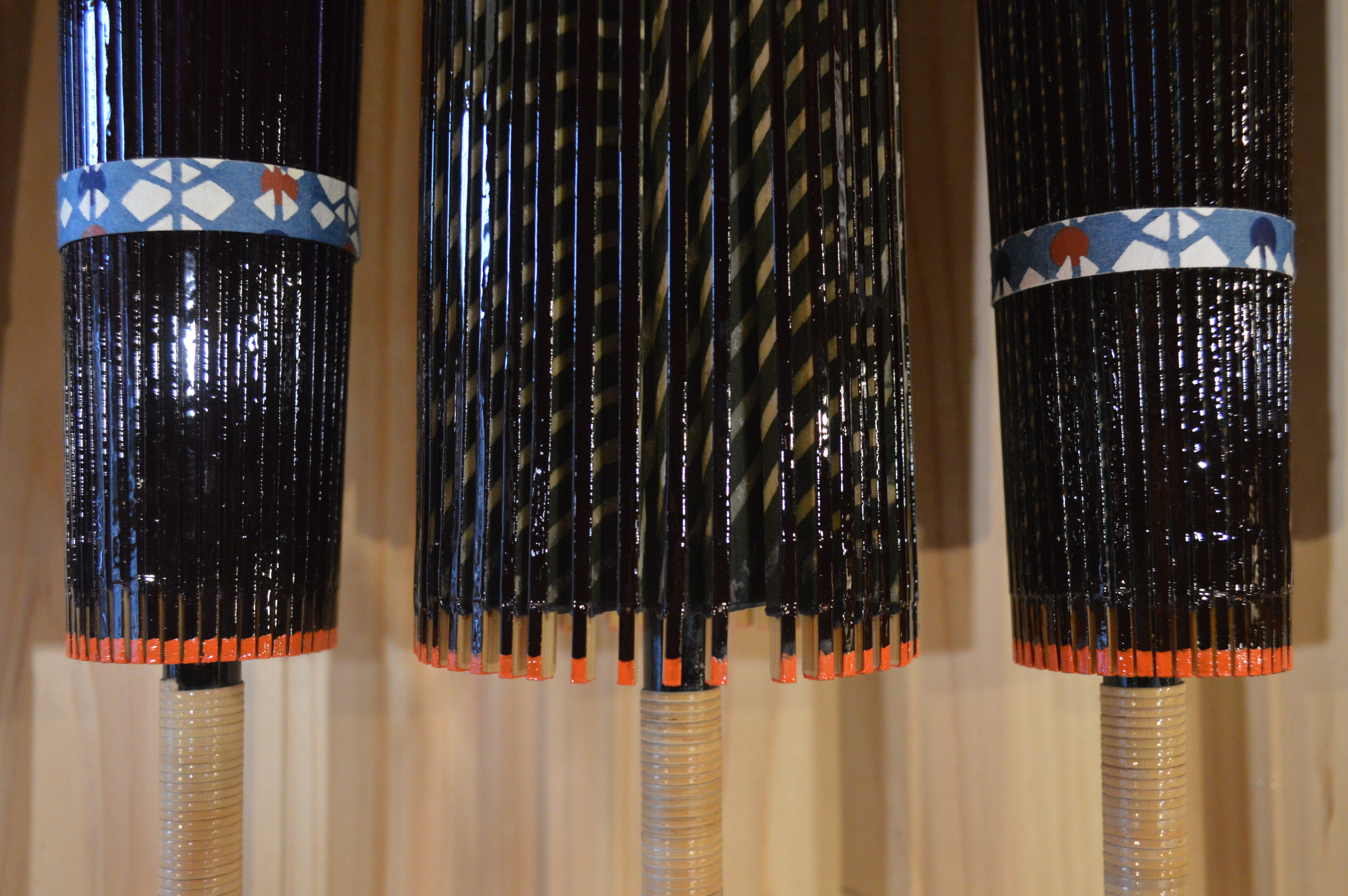
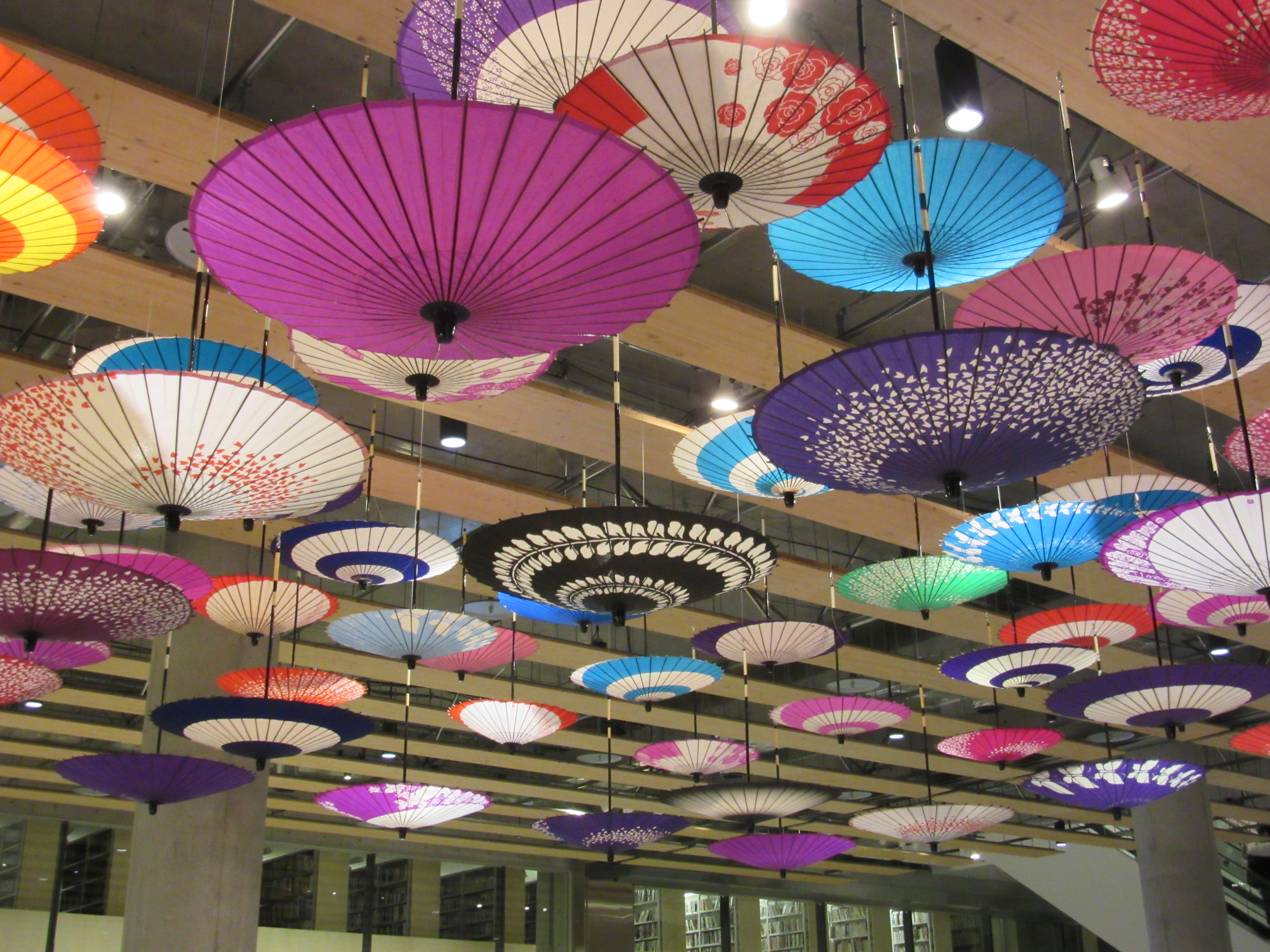